# Carey Lowellová
Carey Lowellová (* 11. února 1961, Huntigton, stát New York, USA) je americká herečka a bývalá modelka. Známou se stala v roce 1989 rolí Bond girl Pam Bouvierové v bondovce Povolení zabíjet.

## Osobní a profesní život
Narodila se v Huntingtonu, Suffolském okresu New Yorku. Dětství strávila častým cestováním s otcem Jamesem Lowellem, který byl geologem. Po ukončení střední školy podepsala smlouvu s Fordovou modelingovou agenturou. Na New York University studovala hlavní obor literaturu, ale školu nedokončila pro časovou kolizi s herectvím.
Nejznámějšími postavami, které ztvárnila, byly Bond girl v bondovce Povolení zabíjet (1989) a zástupkyně státního návladního Jamie Rossová v televizním seriálu Zákon a pořádek. Tuto roli si zopakovala v seriálu Zákon a pořádek: Porota (2005), který navazoval na původní námět.
Prvním manželem byl módní fotograf John Stember (1984–1988), druhým pak herec Griffin Dunne (1989–1995), s nímž má dceru Hannah Dunneovou (nar. 1990). V letech 2002–2016 byla potřetí vdaná za herce Richarda Gerea. Do manželství se narodil syn Homer James Jigme Gere (nar. 2000). Společně s manželem praktikovali buddhismus a zastávali uchování tibetské kultury. V září 2013 začal žít pár odděleně, s následným tříletým rozvodým řízením u vrchního soudu na Manhattanu. Manželství bylo rozvedeno v říjnu 2016.

## Filmografie

### Film
| Rok  | Název             | Role              | Poznámka       |
| ---- | ----------------- | ----------------- | -------------- |
| 1986 | Dangerously Close | Julie             |                |
| 1986 | Klub ráj          | modelka           |                |
| 1987 | Down Twisted      | Maxine            |                |
| 1988 | Me and Him        | Janet Andersonová |                |
| 1989 | Povolení zabíjet  | Pam Bouvier       |                |
| 1990 | Chůva             | Kate Sterlingová  |                |
| 1993 | Samotář v Seattlu | Maggie Baldwinová |                |
| 1994 | Milostná aféra    | Martha            |                |
| 1995 | Leaving Las Vegas | pokladní v bance  |                |
| 1997 | Divoká stvoření   | Cub Felines       |                |
| 2014 | The Cause         | Edith             | krátkometrážní |
| 2016 | C Street          | Magnolia Fallon   |                |

### Televize
| Rok       | Název                        | Role                         | Poznámka                                            |
| --------- | ---------------------------- | ---------------------------- | --------------------------------------------------- |
| 1991      | Cesta k bankrotu             | Jessie Tailorová             | TV film                                             |
| 1996      | Duke of Groove               |                              | televizní krátkometrážní                            |
| 1996–2001 | Zákon a pořádek              | Jamie Rossová                | hlavní role (7., 8. řada), vedlejší role (10. řada) |
| 1997      | Homicide: Life on the Street | Jamie Rossová                | „Baby, It's You“                                    |
| 2001      | Big Apple                    | Deirdre Stilesová            | „Follow the Blender“, „1.7“                         |
| 2003      | Co oči nevidí                | Joan Brocková                | TV film                                             |
| 2005      | Law & Order: Trial by Jury   | Jamie Rossová                | „41 Shots“, „Bang & Blame“                          |
| 2005      | Zánik Empire Falls           | Francine Whitingová (40letá) | TV minisérie                                        |
| 2006–07   | Six Degrees                  | Christine Casemanová         | vracející se role                                   |
| 2012      | 007 Legends                  | Pam Bouvierová               | videohra, hlasová role                              |
| 2018      | Blue Bloods                  | Janet Thompsonová            | 8. řada, „Tale of Two Cities“                       |
| 2018      | Bull                         | Marina DeMarteová            | 3. řada, „Fool Me Twice“                            |